# Абдан
Абда́н, или Абду́н, или Ау Дан (перс. آبدان‎) — небольшой город на юге Ирана, в провинции Бушир. Входит в состав шахрестана Дейер.

## География
Город находится в южной части Бушира, на равнине Гермсир, между побережьем Персидского залива и хребтами юго-западного Загроса, на высоте 17 метров над уровнем моря.
Абдан расположен на расстоянии приблизительно 130 километров к юго-востоку от Бушира, административного центра провинции и на расстоянии 840 километров к югу от Тегерана, столицы страны.

## Население
На 2006 год население составляло 6 058 человек; в национальном составе преобладают персы, в конфессиональном — мусульмане-шииты.